# Élie de Dampierre
Pour les autres membres de la famille, voir Maison de Dampierre.
Jean-Baptiste Élie Adrien Roger de Dampierre, 5e marquis de Dampierre et 9e comte de Plassac (Sauveterre-Saint-Denis, 17 septembre 1813 - Paris, 10 février 1896) est un homme politique français.

## Biographie

### Vie privée
Fils d'Aymar de Dampierre et de Marie Charlotte d'Abbadie de Saint-Germain, il fit ses études secondaires au collège Stanislas ; il étudia le droit, et voyagea pendant quelques années à l'étranger. Il était de tradition légitimiste, page de Charles X lorsqu'il était enfant, il soutient ensuite la duchesse de Berry.
Il hérite du château de Plassac en 1814.

### Vie publique
Riche propriétaire, enrichi encore par son mariage avec Henriette Barthélemy, qui lui apporta le domaine du Vignau dans les Landes, il se présenta sans succès aux élections de 1836 et de 1842, comme candidat de l'opposition à la fois royaliste et libérale.
Il fut élu, le 23 avril 1848, représentant des Landes à l'Assemblée constituante. Il siégea à droite et vota régulièrement avec les conservateurs. Il soutint d'abord, avec la majorité parlementaire, le gouvernement présidentiel de Louis-Napoléon Bonaparte, et continua cette politique à l'Assemblée législative, où il fut réélu représentant des Landes.
Il se montra favorable à toutes les lois répressives votées par les conservateurs monarchistes, et ne se sépara du prince président qu'à la veille du coup d'État du 2 décembre 1851. Il fut du nombre des représentants qui protestèrent à la mairie du 10e arrondissement de Paris.
Aux élections du Corps législatif, le 29 février 1852, Dampierre échoua comme candidat indépendant, dans la 2e circonscription des Landes. Il rentra alors dans la vie privée y resta pendant toute la durée de l'Empire, et n'en sortit que pour se faire élire, le 8 février 1871, représentant des Landes à l'Assemblée nationale. Il fit partie de la réunion Colbert en même temps que du Cercle des Réservoirs.
Il avait été élu, le 8 octobre 1871, conseiller général pour le canton de Saint-Genis-de-Saintonge.
Il est membre de la Société des archives historiques de la Saintonge et de l'Aunis ainsi que président de la Société des agriculteurs de France entre 1878 et 1896.

## Famille
Il épouse, le 4 juin 1842, Françoise Henriette Louise Sophie Barthélemy (1813-1894), fille de Joseph Barthélémy et de Thérèse Avoie Michel de Grilleau. Ils ont sept enfants.
- Louise Avoye Marie de Dampierre (11 avril 1843 - 14 février 1921) épouse Marie Joseph Casimir Henri Duval de Cursay (7 juillet 1840 - 17 mars 1880), dont descendance ;
- Anicet Marie Aymar de Dampierre, 6e marquis de Dampierre (28 mars 1844 - 6 août 1876) épouse Isabelle Juchault de La Moricière (26 septembre 1853 - 18 juillet 1929), dont descendance ;
- Élie Marie Audouin de Dampierre, comte de Dampierre (1er janvier 1846 - 4 septembre 1909) épouse Marie-Joséphine Charlotte Fouache d'Halloy (22 avril 1847 - 1920), dont descendance ;
- Marie Henriette Anna de Dampierre (21 novembre 1847 - 16 février 1934) épouse Barthélémy Gonzalve d'Exéa (21 août 1837 - 25 mars 1913), dont descendance ;
- Armand Marie Henri Éric de Dampierre, comte de Dampierre (28 septembre 1851 - 20 novembre 1927) épouse Jeanne Louise Camille Fanny Basset de Châteaubourg (14 novembre 1854 - 21 mars 1922), dont descendance ;
- Roger Marie Septime de Dampierre, comte de Dampierre (21 février 1853 - 22 avril 1880) épouse Augustine Charlotte Séguier (15 février 1861 - 14 avril 1926), dont descendance ;
- Armand Marie Henri de Dampierre (1856 - ?), célibataire, sans enfants.

## Œuvres
- Races bovines de France, de Suisse d'Angleterre et de Hollande (1849) ;
- Les eaux-de-vie de Cognac (1855) ;
- Le R. P. de Ravignan (1858) ;
- De la culture de la vigne et de la convenance de l'épamprage dans le département de la Charente-Inférieure (1863) ;
- Lettre sur l'invention de MM. Petit et Robert (1867) ;
- La réorganisation des haras (1874).